# Garry's Mod
Garry's Mod (GMod) är en modifikation utvecklad av Garry Newman till spelet Half-Life 2. Denna modifikation kan enkelt beskrivas som en "sandlådemodifikation" där spelaren kan manipulera spelvärlden och själv ta fram föremål och karaktärer. Garry's Mod använder Lua-skript för att förändra vapen, spelregler och annat.
I modifikationen kan spelaren spela på banor som är specialgjorda och dels i banorna från Half-Life 2. Det finns flera möjligheter i modifikationen, men de vanligaste är Rollspel, Byggande, och Posering. Det sistnämnda har givit upphov till ett flertal webserier, som bland annat parodierar Half-Life. Spelaren kan även spela med andra över Steam i multiplayer.

## Gameplay
Meningen med en sandlådemodifikation är att spelaren får göra precis vad denne vill. Det kan vara allt från att bygga bilar, robotar eller fort till att rollspela eller bara försöka att döda varandra. Oftast blir spelupplevelsen mycket bättre ifall alla spelare på servern är överens om vad man får och inte får göra. 
Någonting som spelets fans flitigt utnyttjar är möjligheterna till att själva modifiera spelets filer och skapa egna modifikationer till Garry's Mod. Till detta används ofta programspråket Lua. Exempel på saker som ofta skapas är vapen och verktyg för serveradministration.
Man kan ladda ner nya moddar till spelet T.ex. fordon, vapen, verktyg , kartor och spellägen.

## Versioner

### Garry's Mod 10
Den 29 november 2006 släpptes Garry's Mod (även kallad Garry's Mod 10 eller GMod 10), via Steam. Vinsten delas lika mellan Newman och Valve Corporation. Att lagligt sälja kompletta tredjepartsutvecklade moddar är ett nytt fenomen inom branschen. Garry's Mod är den första tredjepartsmodifikation som har sålts via Steam.
Den nya versionen är återbyggd från början och innehåller en rad nyheter och förbättringar. En stor skillnad är att Newman nu har tillgång till källkoden av source-motorn och slipper på detta sätt leta saker i SDK:n som han gjort i tidigare versioner. Sedan Garry's Mod 10 har Newman slutat att ange versionsnummer utan uppdateringar släpps via Steam.

### Garry's Mod 9.0.4
Den 27 november 2005 släpptes Garry's Mod 9.0.4, vilken var den sista gratisversionen. Den går fortfarande att ladda ner och spela och fungerar som en demoversion, men uppdateras inte längre.
Man behöver dock ett spel baserat på Source-motorn. Till exempel Half-Life 2, Half-Life Deathmatch eller Counter-strike Source för att spelet ska fungera